# Christian Wilhelm Podbielski
Christian Wilhelm Podbielski   (Königsberg, 1740 - Königsberg, 3 de gener de 1792) va ser un organista i compositor alemany.
Estudià en la universitat de la seva ciutat natal i va ser organista de la catedral d'aquella ciutat. En aquesta ciutat també exercí com a professor, tenitn entre els seus alumnes a Amadeus Hoffmann.
Deixà dues col·leccions de sonates per a clave (Riga, 1780 i 1783) i una altra de Melodies amb acompanyament de clave (Riga, 1780 i 1783), i una altra de Melodies amb acompanyament de clave (Konigsberg, 1783).